# 클라우디오 미란다
클라우디오 미란다(스페인어: Claudio Miranda, 1965년 3월 ~ )는 칠레 출신의 영화 촬영 기사이다. 발파라이소에서 칠레인 아버지와 덴마크인 어머니 사이에서 태어났다. 데이비드 핀처 감독의 《벤자민 버튼의 시간은 거꾸로 간다》(2008), 리안 감독의 《라이프 오브 파이》(2012)의 촬영 감독을 담당했고, 《라이프 오브 파이》로 2012년 아카데미 촬영상을 받았다. 이외에 조지프 코신스키 감독의 작품 《트론: 새로운 시작》(2010), 《오블리비언》(2013)도 연출했다.

## 연출 작품 목록

### 영화
| 연도 | 제목                             | 원제                                | 감독            | 비고                                             |
| ---- | -------------------------------- | ----------------------------------- | --------------- | ------------------------------------------------ |
| 2006 | 달콤한 백수와 사랑 만들기        | Failure to Launch                   | 톰 데이         |                                                  |
| 2008 | 벤자민 버튼의 시간은 거꾸로 간다 | The Curious Case of Benjamin Button | 데이비드 핀처   | 아카데미 촬영상 후보 영국 아카데미상 촬영상 후보 |
| 2010 | 트론: 새로운 시작                | Tron: Legacy                        | 조지프 코신스키 |                                                  |
| 2012 | 라이프 오브 파이                 | Life of Pi                          | 리안            | 아카데미 촬영상 수상 영국 아카데미상 촬영상 수상 |
| 2013 | 오블리비언                       | Oblivion                            | 조지프 코신스키 |                                                  |
| 2015 | 투모로우랜드                     | Tomorrowland                        | 브래드 버드     |                                                  |
| 2017 | 그러나이트 산                    | Granite Mountain                    | 조지프 코신스키 |                                                  |